# Kazuyoshi Akiyama
Pour les articles homonymes, voir Akiyama.
Kazuyoshi Akiyama (秋山 和慶, Akiyama Kazuyoshi), né le 2 janvier 1941 à Tokyo (empire du Japon) et mort le 26 janvier 2025 dans la même ville, est un chef d'orchestre japonais.

## Biographie
Né dans une famille mélomane, Kazuyoshi Akiyama étudie le piano à l'École de musique Tōhō Gakuen mais est fasciné par l'activité de direction d'orchestre de son camarade étudiant, Seiji Ozawa. Il décide d'étudier la direction avec Hideo Saito. En 1974, Akiyama fait ses débuts avec l'orchestre symphonique de Tokyo et dans les deux mois, est nommé directeur musical de l'orchestre et chef permanent.
Il a occupé un certain nombre de postes dans des orchestres du monde entier :
- Chef adjoint de l'Orchestre symphonique de Toronto (1968–1969).
- Directeur musical de l'American Symphony Orchestra (1973–1978).
- Directeur musical (1974–2004) et chef d'orchestre lauréat (2004–présent ) de l'Orchestre symphonique de Tokyo (1974–2004).
- Directeur musical (1972–1985) et chef d'orchestre lauréat (1985–présent) de l'Orchestre symphonique de Vancouver (1972–1985).
- Directeur musical (1985–1993) et chef d'orchestre émérite (1993–présent) de l'Orchestre symphonique de Syracuse (en).
- Chef principal et conseiller musical de l'Orchestre symphonique de Hiroshima (1998–présent).
- Chef principal et conseiller musical de l'orchestre des Kyūshū.
- Principal chef invité de l'Orchestre symphonique d'Edmonton (en) (2004–2005)

À la tête de l'orchestre symphonique de Tokyo Symphony, il a dirigé les premières japonaises du Moses und Aron de Schoenberg, l'opéra El Niño de John Adams et La Petite Fille aux allumettes de Lachenman.
Kazuyoshi Akiyama est lauréat de l'édition 1974 du Prix Suntory (musique). En 2001, il reçoit la médaille au ruban pourpre de l'empereur en récompense pour sa contribution exceptionnelle à la culture musicale du pays.